# Salvador (Lanao del Norte)
Salvador è una municipalità di quinta classe delle Filippine, situata nella Provincia di Lanao del Norte, nella Regione del Mindanao Settentrionale.
Salvador è formata da 25 baranggay:
- Barandia
- Bulacon
- Buntong
- Calimodan
- Camp III
- Curva-Miagao
- Daligdigan
- Inasagan
- Kilala
- Mabatao
- Madaya
- Mamaanon
- Mapantao

- Mindalano
- Padianan
- Pagalongan
- Pagayawan
- Panaliwad-on
- Pangantapan
- Pansor
- Patidon
- Pawak
- Poblacion
- Saumay
- Sudlon